# Или-тюркский язык
Или́-тю́ркский язык (или́-тюрки́, также Ili Turk, Ili Turki, Tuerke, Tu’erke, T’urk) — тюркский язык, на котором говорят в Или-Казахском автономном округе Синьцзян-Уйгурского автономного района Китая. Численность говорящих на 1982 год — 120 человек; почти все владеют также казахским и/или уйгурским языками.
Или-тюркский язык был впервые описан в 1956 году. Наряду с узбекским и уйгурским, он относится к карлукской (чагатайской) группе тюркских языков, но обнаруживает кыпчакское влияние ввиду соседства его носителей с носителями казахского (напр. ассимиляция суффикса родительного падежа, переход /ɣ/ в /w/ после гласных нижнего ряда). Имеет 7 гласных и 22 согласные фонемы.
Считается, что предки носителей или-тюркского переселились в Китай более двух столетий тому назад из Ферганской долины. Сегодня они живут в бассейне реки Или и в городе Кульджа. Численность говорящих на или-тюркском сокращается, так как в общине распространены браки с казахами и уйгурами, что приводит к замещению или-тюркского доминирующими языками у молодого поколения.